# Hilde Schrader
Hilde Schrader (* 4. Januar 1910 in Staßfurt; † 26. März 1966 in Magdeburg) war eine deutsche Schwimmerin.
Schrader startete zu Beginn ihrer sportlichen Karriere für den Damenschwimmclub Nixe in Leopoldshall – dem heutigen Ortsteil von Staßfurt. Sie wechselte dann zum  Magdeburger Damen Schwimmclub, der sich später in 1. Magdeburger Damenschwimmverein umbenannte.
Im August 1927 wurde sie deutsche Meisterin über 100 m Brust, im September 1927 Europameisterin über 200 m Brust. Die Staßfurterin wurde bei den Olympischen Spielen 1928 in Amsterdam Olympiasiegerin über 200 m Brust, wo sie im Vorlauf den Weltrekord von Charlotte Mühe von 3:11,2 min einstellte und einen neuen olympischen Rekord aufstellte. 1929 war sie die erste Frau, die über 200 m Brust unter drei Minuten schwamm.
Nach ihrer sportlichen Karriere arbeitete sie bei einem Maschinenbaubetrieb.
Im Jahr 1994 wurde sie in die Ruhmeshalle des internationalen Schwimmsports aufgenommen.